# Alicja Wierzba
Alicja Wierzba (ur. 14 czerwca 1951) – polska lekkoatletka, specjalizująca się w skoku w dal, medalistka mistrzostw Polski.

## Kariera sportowa
Była zawodniczką Spójni Gdańsk.
Na mistrzostwach Polski seniorek na otwartym stadionie zdobyła jeden medal - brązowy w skoku w dal w 1971. W  tej samej konkurencji wywalczyła dwa medale halowych mistrzostw Polski: srebrny w 1974 i brązowy w 1975. 
Rekord życiowy w skoku w dal: 6,34 (1.10.1974).